# Rio Prahova
O Rio Prahova é um rio do sul da Romênia. Ele nasce nos Montes Bucegi, nos Cárpatos meridional, e deságua no rio Ialomiţa, próximo a Patru Fraţi. Possui 183 km de extensão, destes, 6 km estão no distrito de Braşov, 161 km em Prahova e os últimos  16 km em Ialomiţa.
A bacia do Prahova possui 3.740 km², o que representa cerca de 75% da superfície do distrito de Prahova.